# Красногорняцький
Красногорняцький — селище в Октябрському районі Ростовської області Росія.
Входить до складу Комунарського сільського поселення.
Населення — 1751 особа (2010 рік).

## Географія
Селище Красногорняцьке розташовано на лівому березі річки Грушівка та на лівому березі її притоки річки Семибалочної на південь від селища Каменоломні й міста Шахти.

### Вулиці
| - вул. Центральна, - вул. Комарова, - вул. Свердлова, - вул. Суворова, - вул. Чапаєва, | - пров. Шкільний. - вул. Борзик, - вул. Товстого, - вул. Поваренкіна, - вул. Дружелюбна, |

## Історія
У 1938—1939 роках у «Гірнику» (тоді це був радгосп) побудували нові кам'яні будинки з електрикою, водопроводом — небаченими для селян зручностями. Були також побудовані школа, лазня, клуб, дитячі ясла, магазин, їдальня. У 1939 році за досягнуті успіхи радгосп «Гірник» став учасником Всеросійської сільськогосподарської виставки, що відкрилася в Москві. На виставку поїхали 39 осіб. Радгоспу «Гірник», єдиному в Ростовській області, головний виставковий комітет присудив диплом II ступеня, колектив отримав премію 5 тисяч рублів та мотоцикл.
Одночасно радгосп «Гірник» затвердили кандидатом на Всеросійську сільськогосподарську виставку на 1940 рік. Доярка Ф. Кагодина була нагороджена медаллю «За трудову доблесть» за те, що від корів, що давали на день 7-17 літрів молока, вона стала надоювати по 26-30 літрів. Визначилися успіхи і в рослинництві.
«Дівчата, на трактор!»
Слідуючи заклику «Дівчата, на трактор!», 25 дівчат-комсомолок радгоспу «Гірник» без відриву від виробництва взялися за вивчення трактора.
Навесні 1940 року всі дівчата приступили до роботи на «сталевих конях».
Проводилася велика робота, партійної і комсомольської організаціями, по ліквідації безписьменності та малограмотності серед робітників й домогосподарок.
За час 7 місяців окупації, фашисти розграбували господарство, зруйнували будівлі, знищили всі засоби виробництва, племінну худобу забили на м'ясо, частину угнали у Німеччину. Збиток склав понад 5 мільйонів рублів.
Після звільнення, 12 лютого 1943 року, радгосп необхідно було відновлювати. Очолив радгосп у цей важкий час Валентин Кирилович Поваренкін, який до війни працював старшим зоотехніком. Радгосп за рік відновив господарство довоєнного рівню. За досягнуті високі врожаї в радгоспі, директору було надано звання Героя Соціалістичної Праці. На даний час одна з вулиць селища названа ім'ям Поваренкіна В. К.
У 1944 році радгосп «Гірник» було нагороджено дипломом 1-го ступеня районної сільськогосподарської виставки.
У 1947 році радгоспу «Гірник» присуджено 2-я премія Мінрадгоспів й перехідний червоний прапор ВЦРПС і Обкому. Зразки праці та самопожертви показали доярки: В. Борзик, В. Мошек, О. Костіна, Р. Чумаченко та багато інших. Ім'ям Віри Михайлівни Борзик, за рішенням сходу громадян, названа одна з вулиць селища.
У 1967 році господарство нагороджено орденом Трудового Червоного прапора та затверджено областю, як об'єкт для показу екскурсантам з різних країн світу, — сюди привозили делегації з Франції, Канади, ФРН, США, В'єтнаму і інших країн.
Після розпаду СРСР селище радгоспу Горняк перейменовано на Красногорняцький.

## Відомі люди
У селищі проживали Герої Соціалістичної Праці Віра Михайлівна Борзик, Зінаїда Захарівна Спіцина (Михайличенко).